# Campeonato Santomense de Futebol
O Campeonato Santomense de Futebol é o principal torneio de futebol em São Tomé e Príncipe, na África. Foi criado em 1977 e é gerenciado pela Federação Santomense de Futebol.

## Formato
O campeonato está dividido em duas ligas (ou grupos) regionais: a Liga Insular de São Tomé e a Liga Insular do Príncipe. O título nacional é disputado anualmente apenas entre o vencedor de cada liga. Até 2012, essa final era disputada em jogo único.
No entanto, em 2013, a federação local alterou o formato e a final passou a ser disputada em dois jogos, sendo um em cada ilha.

## Histórico
O campeonato foi criado logo após a independência do país, que teve lugar em 1975, sendo a sua primeira edição oficial em 1977. No entanto, ele foi cancelado em vários anos ao longo da história, sendo a primeira vez em 1983.
A final do ano de 2009 foi realizada apenas em março de 2010. Em 2011, o campeão do torneio foi o Sporting Clube do Príncipe, após vencer o Vitória FC na disputa final por 2 a 1, garantindo o sexto título nacional para um time da Ilha do Príncipe.
Em 2010, o campeonato voltou a ser cancelado, retornando apenas em 2011, após um ano de paralisação. Em 2012, o campeonato voltou a ser disputado por dois anos consecutivos, o que não acontecia desde 2004, devido às inúmeras paralisações que sofreu na última década. Neste ano, o Sporting Clube do Príncipe sagrou-se bicampeão. 
Já em 2013, a final foi disputada pela primeira vez em dois jogos, um em São Tomé e outro na Ilha do Príncipe. O mesmo formato continua desde então.
Em 2019, o campeonato foi disputado pelo nono ano consecutivo sem cancelamentos, o que não ocorria desde 1996, em seu primeiro nonênio. Neste ano, a equipa do Agrosport, de Monte Café, venceu o campeonato pela primeira vez na história. No entanto, o torneio voltou a ser suspenso em 2020, devido à pandemia de Covid-19, retornando apenas em 2022.
Em 2023, diversos clubes de futebol são-tomenses denunciaram à FIFA um buraco financeiro nas contas da Federação de Futebol, com divergências nos prêmios dados pela participação no campeonato. Neste ano, o Desportivo 6 de Setembro foi o vencedor do torneio.

## Títulos
| - 1977: Vitória FC - 1978: Vitória FC - 1979: Vitória FC - 1980: Desportivo de Guadalupe - 1981: Desportivo de Guadalupe - 1982: Sporting Praia Cruz - 1983: não houve - 1984: Andorinha Sport Club - 1985: Sporting Praia Cruz - 1986: Vitória FC - 1987: não houve - 1988: 6 de Setembro - 1989: Vitória FC - 1990: Operários - 1991: Santana FC - 1992: Operários - 1993: Operários | - 1994: Sporting Praia Cruz - 1995: Inter Bom-Bom - 1996: Caixão Grande - 1997: não houve - 1998: Operários - 1999: Sporting Praia Cruz - 2000: Inter Bom-Bom - 2001: Bairros Unidos FC (Caixão Grande) - 2002: não houve - 2003: Inter Bom-Bom - 2004: Operários - 2005: não houve - 2006: não houve - 2007: Sporting Praia Cruz - 2008: não houve - 2009: GD Sundy | - 2010: não houve - 2011: Sporting Clube do Príncipe - 2012: Sporting Clube do Príncipe - 2013: Sporting Praia Cruz - 2014: UDRA - 2015: Sporting Praia Cruz - 2016: Sporting Praia Cruz - 2017: UDRA - 2018: UDRA - 2019: Agrosport - 2020: não houve - 2021-22: Operários - 2023: 6 de Setembro - 2024: Agrosport - 2025: Em breve |  |

### Titulos por Clube
| Clube                             | Títulos | Ano do Título                                  |
| --------------------------------- | ------- | ---------------------------------------------- |
| Sporting Praia Cruz               | 8       | 1982, 1985, 1994, 1999, 2007, 2013, 2015, 2016 |
| Vitória FC                        | 5       | 1977, 1978, 1979, 1986, 1989                   |
| GD Os Operários                   | 5       | 1990, 1993, 1998, 2004, 2021-22                |
| UDRA                              | 3       | 2014, 2017, 2018                               |
| Inter Bom-Bom                     | 3       | 1995, 2000, 2003                               |
| Sporting Clube do Príncipe        | 2       | 2011, 2012                                     |
| Bairros Unidos FC (Caixão Grande) | 2       | 1996, 2001                                     |
| Desportivo de Guadalupe           | 2       | 1980, 1981                                     |
| Agrosport                         | 2       | 2019, 2024                                     |
| 6 de Setembro                     | 2       | 1988, 2023                                     |
| GD Sundy                          | 1       | 2009                                           |
| Santana FC                        | 1       | 1991                                           |
| Andorinha Sport Club              | 1       | 1984                                           |

### Títulos por Ilha
| Ilha     | Clubes campeões |
| -------- | --------------- |
| São Tomé | 28              |
| Príncipe | 9               |